# Thanatus gigas
Thanatus gigas es una especie de araña cangrejo del género Thanatus, familia Philodromidae. Fue descrita científicamente por C.L. Koch en 1837.

## Distribución
Esta especie se encuentra en Grecia.